# A Man About Town
A Man About Town é um filme mudo norte-americano de 1923 do gênero comédia dirigido por George Jeske e com atuação de Stan Laurel.